# Pidstepne
Pidstepne (ukr. Підстепне) – wieś na Ukrainie, w obwodzie chersońskim, w rejonie chersońskim, w hromadzie Ołeszky. W 2001 liczyła 592 mieszkańców, spośród których 574 wskazało jako ojczysty język ukraiński, a 18 rosyjski.

## Urodzeni
- Edward Ciuksza